# Ersilio Tonini

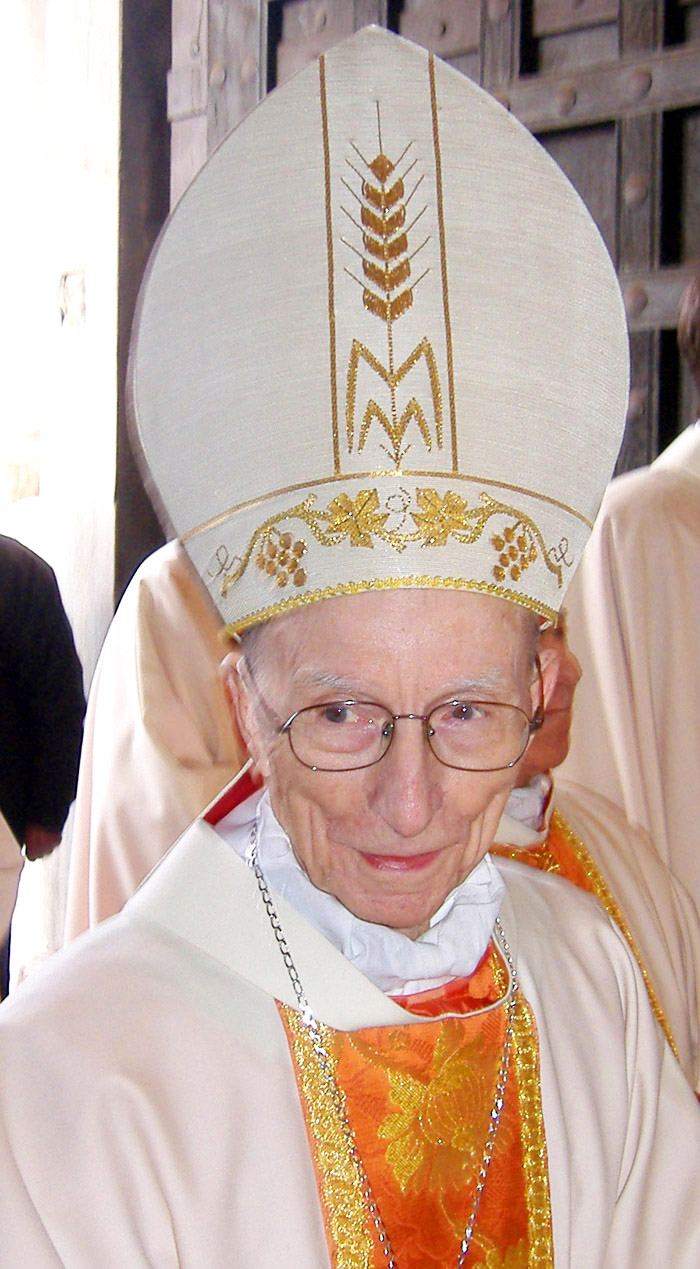
Ersilio Kardinal Tonini (2008)

Wappen des Kardinals

 Ersilio Kardinal Tonini  (* 20. Juli 1914 in Centovera di San Giorgio Piacentino, Provinz Piacenza, Italien; † 28. Juli 2013 in Ravenna) war Erzbischof von Ravenna-Cervia. 1994 wurde er zum Kardinal erhoben.

## Leben
Ersilio Tonini wurde als drittes von fünf Kindern eines Lohnbauern geboren. Er empfing nach theologischen und philosophischen Studien im Jahre 1937 das Sakrament der Priesterweihe und wurde zum Subregens des Priesterseminars von Piacenza ernannt. Anschließend studierte er von 1939 bis 1943 Kirchenrecht und Zivilrecht an der Päpstlichen Lateranuniversität in Rom. Nach der Rückkehr in sein Heimatbistum arbeitete er als Lehrer für Latein, Altgriechisch und Italienisch und war geistlicher Direktor katholischer Studentengruppen. Ab 1947 fungierte er als Redakteur der Diözesanzeitung und beschäftigte sich vermehrt mit sozialpolitischen Fragen. 1953 ernannte ihn sein Bischof zum Gemeindepfarrer in Salsomaggiore, wo er das „Oratorium Don Bosco“ errichtete. 1968 wurde er erneut nach Piacenza versetzt, wo er für die Dauer eines Jahres als Regens die Leitung des Priesterseminars versah.
Am 28. April 1969 ernannte ihn Papst Paul VI. zum Bischof von Macerata und Tolentino sowie zum Päpstlichen Verwalter von Treia, Cingoli und Recanati. Die Bischofsweihe erhielt er am 2. Juni 1969 durch Erzbischof Umberto Malchiodi, assistiert von Agostino Casaroli und Carlo Colombo. 1975 wurde Tonini Erzbischof von Ravenna und Verwalter der Diözese Cervia, die im Jahre 1986 zusammengelegt wurden. Hier hatte er schwierige Überzeugungsarbeit zu leisten, da es in seinem neuen Bistum eine starke Opposition gegen die Kirche an sich und die Beschlüsse des Zweiten Vatikanischen Konzils im Besonderen gab. Es gelang ihm durch ein gelebtes Glaubenszeugnis, das auch vor ungewöhnlichen Maßnahmen nicht zurückschreckte, das Vertrauen der Menschen seines Bistums zu gewinnen. So gab er den prächtigen Palast des Erzbischofs auf und lebte fortan in einem Pflegezentrum für Schwerstkranke und Suchtpatienten. Er suchte die Öffentlichkeit und wurde durch zahlreiche Fernsehauftritte, bei denen er sich auch unbequemen Fragen nicht entzog, in ganz Italien bekannt.
Am Ende seines Pontifikats beauftragte ihn Papst Paul VI. im Jahre 1978 mit der Leitung des Verlages NEI, der für die Herausgabe der kirchlichen Zeitung „Avvenire“ verantwortlich zeichnet. Im gleichen Jahr konnte Erzbischof Tonini das Priesterseminar von Ravenna wiedereröffnen. Er initiierte zahlreiche Initiativen zur Verkündigung des Glaubens, gründete eine kirchliche Radiostation und belebte die Bistumszeitung wieder. Unter Ersilio Tonini veränderte sich die Gesinnung der Menschen seines Bistums, die über lange Jahre hinweg von einem spürbaren Antiklerikalismus durchdrungen waren, der zu vielen leidvollen Konflikten zwischen praktizierenden Katholiken und Nichtkatholiken geführt hatte. 1987 intervenierte der Erzbischof gegen restriktive arbeitnehmerfeindliche Maßnahmen von Textilunternehmern und setzte eine sozialverträgliche Lösung durch. Darüber hinaus gründete er eine Bewegung, die sich für die Unterstützung von Landarbeitern in Brasilien engagiert. Nach seiner Entpflichtung als Diözesanbischof im Jahre 1990 arbeitete Tonini trotz seines fortgeschrittenen Alters in der Pfarrseelsorge, sowie als Philosophielehrer, Exerzitienleiter und Journalist.
1991 beauftragte ihn Papst Johannes Paul II. mit der Leitung der Exerzitien für die Römische Kurie. Im gleichen Jahr hatte der emeritierte Erzbischof wesentlichen Anteil an der Entstehung des Films „Die zehn Gebote“. Seit dem 26. November 1994 gehörte er dem Kardinalskollegium als Kardinalpriester mit der Titelkirche Santissimo Redentore a Valmelaina an. Dem als mediengewandt geltenden Kardinal Tonini war es besonders wichtig, Kontakt zur Jugend herzustellen. Tonini starb eine Woche nach seinem 99. Geburtstag in einem katholischen Altersheim in Ravenna.

## Ehrungen
- 2003: Großkreuz des Verdienstordens der Italienischen Republik
- 2012: Ehrendoktorwürde der Libera Università degli Studi Per l’Innovazione e le Organizzazioni

## Schriften
- Splendor caritatis. Centro editoriale cattolico Carroccio 1994.
- Scegli che cosa amare... e il resto verrà (sant'Agostino). Riflessioni ai giovani del Duemila. Paoline, Mailand 1996, ISBN 88-315-1185-8.
- È tempo per i ragazzi. Quale Duemila per i ragazzi? In: Dialogo, 1999, ISBN 88-8123-132-8.
- Paolo VI, dono d'amore alla Chiesa.  Istituto Paolo VI, Brescia 2000.
- Romagna mia. Com'è bello poter ragionare. Edizioni del Girasole, 2004, ISBN 8875674396.
- Ersilio Tonini: cronaca di un cardinale. Associazione Banca dei progetti ONLUS, Rom 2004.
- Scegliere nella verità. Un segreto rivelato ai giovani. Rinnovamento nello Spirito, Rom 2002, ISBN 88-8386-142-6; 2005, ISBN 88-7878-009-X.
- Pierfranco Rossetti: Le ragioni del cuore. Intervista a monsignor Tonini, Touring Club Italiano, Milano 2006, ISBN 88-365-4094-5.
- P. Gambi (Hrsg.): Profezie per l'ottimismo. Piemme 2008.
- La finanza che serve. Dialogo sul denaro, l'economia e il futuro. Con un'antologia di interventi (1998-2008), a cura di Sergio Gatti. Ecra – Edizioni del Credito Cooperativo, Rom 2008, ISBN 978-88-6558-025-7.
- P. Gambi (Hrsg.): La ragione della speranza. Piemme 2009, ISBN 885660325X.
- Scegliere nella verità. Un segreto rivelato ai giovani. Servizi Rns 2010, ISBN 887878186X
- Il gusto della vita. Perché alla soglia dei cent'anni credo sempre nella meraviglia. Piemme 2012, ISBN 8856605538 (Herausgeber P. Gambi)